# 422
422 (CDXXII) var ett normalår som började en söndag i den julianska kalendern.

## Händelser

### September
- 10 september – Sedan Bonifatius I har avlidit en vecka tidigare väljs Celestinus I till påve.[1]

## Födda
- Licinia Eudoxia, västromersk kejsarinna.

## Avlidna
- 4 september – Bonifatius I, påve sedan 418.
- Liu Yu, kinesisk kejsare av Liu Songdynastin.
- Faxian, kinesisk buddhistisk munk (omkring detta år).